# Mekan Saparow
Mekan Saparow (ur. 22 kwietnia 1994) – turkmeński piłkarz grający na pozycji środkowego obrońcy. Od 2018 roku jest zawodnikiem klubu Altyn Asyr Aszchabad.

## Kariera piłkarska
Swoją karierę piłkarską Saparow rozpoczął w klubie Balkan Balkanabat, w którym w 2011 roku zadebiutował w pierwszej lidze turkmeńskiej. W sezonie 2011 wywalczył mistrzostwo kraju, a w sezonie 2012 zdobył z nim dublet - mistrzostwo oraz Puchar Turkmenistanu. W 2013 został wicemistrzem Turkmenistanu.
W 2014 roku Saparow został zawodnikiem Ahal FK. W 2014 zdobył z nim puchar kraju oraz wywalczył wicemistrzostwo. W 2015 wrócił do Balkanu. w 2015 i 2016 wywalczył z nim dwa wicemistrzostwa Turkmenistanu.
W 2018 roku Saparow przeszedł do Altyn Asyr Aszchabad. W 2018 roku wywalczył tytuł mistrza Turkmenistanu.

## Kariera reprezentacyjna
W reprezentacji Turkmenistanu Saparow zadebiutował 24 maja 2014 roku w przegranym 0:2 meczu eliminacji do Pucharu Azji 2015 z Filipinami. W 2019 roku powołano go do kadry na Puchar Azji.